# Ян Массейс
Ян Массейс (нід. Jan Massys, Matsys, Metsys 1509, Антверпен, Брабант — 8 жовтня 1575, Антверпен) — фламандський живописець доби Північного Відродження. Син та учень Квентіна Массейса. Представник нідерландського маньєризму. Відомий картинами історичного, побутового жанру та пейзажами. Він також набув репутації художника оголеної жіночої натури, яку писав із чуттєвістю, що нагадує творчість художників школи Фонтенбло.

## Біографія
Ян Массейс народився в Антверпені, в сім'ї антверпенського живописця Квентіна Массейса. Його старший брат Корнеліс також став живописцем та гравером. Вони обидва були дітьми другої дружини Квентіна Катаріни Хейнс, від якої той мав ще вісім дітей. Навчався під керівництвом батька. Разом з братом Корнелісом в 1531 році, через рік після смерті батька був прийнятий як майстер в антверпенську Гільдію Святого Луки. Припускають, що відразу після цього він залишив Антверпен і деякий час працював у Фонтенбло, але ці факти точно не встановлені. Він повернувся до Антверпена в 1536 році. У 1538 році одружився зі своєю кузиною Анною ван Тюлт. У подружжя було троє дітей.
У 1544 році Яну та його брату Корнелісу заборонили в'їзд до Антверпена через їхні релігійні переконання. На картині «Лицеміри» Яна Массейса зображено двох католицьких священнослужителів, яких художник висміює за їх лицемірство. Ян був запідозрений у симпатіях до лідера секти лоїстів Лоя де Шалідекера (руху, проти якого Мартін Лютер застерігав протестантську громаду Антверпена). Між 1544 та 1555 роками Ян Массейс був змушений покинути Нідерланди. Достовірно відомо, що він якийсь час залишався в Генуї, де став художником адмірала Андреа Доріа й написав його портрет.
Одним із найвідоміших творів Яна Массейса є картина «Лот з дочками», що зберігається в Королівських музеях витончених мистецтв у Брюсселі.
Ян Массейс помер у 1575 році в Антверпені майже у злиднях. Його син Квентін Массейс Молодший (бл. 1543—1589) став майстром Гільдії Святого Луки в 1574 році і помер у Франкфурті. Дочка Яна Сьюзен емігрувала до Італії. Припускають, що діти Яна покинули Антверпен з релігійних міркувань.
Серед учнів Яна Массейса були Франс ван Тюльт (1536), Франс де Вітте (1543) і Олів'є де Кайпер (1569).

## Галерея

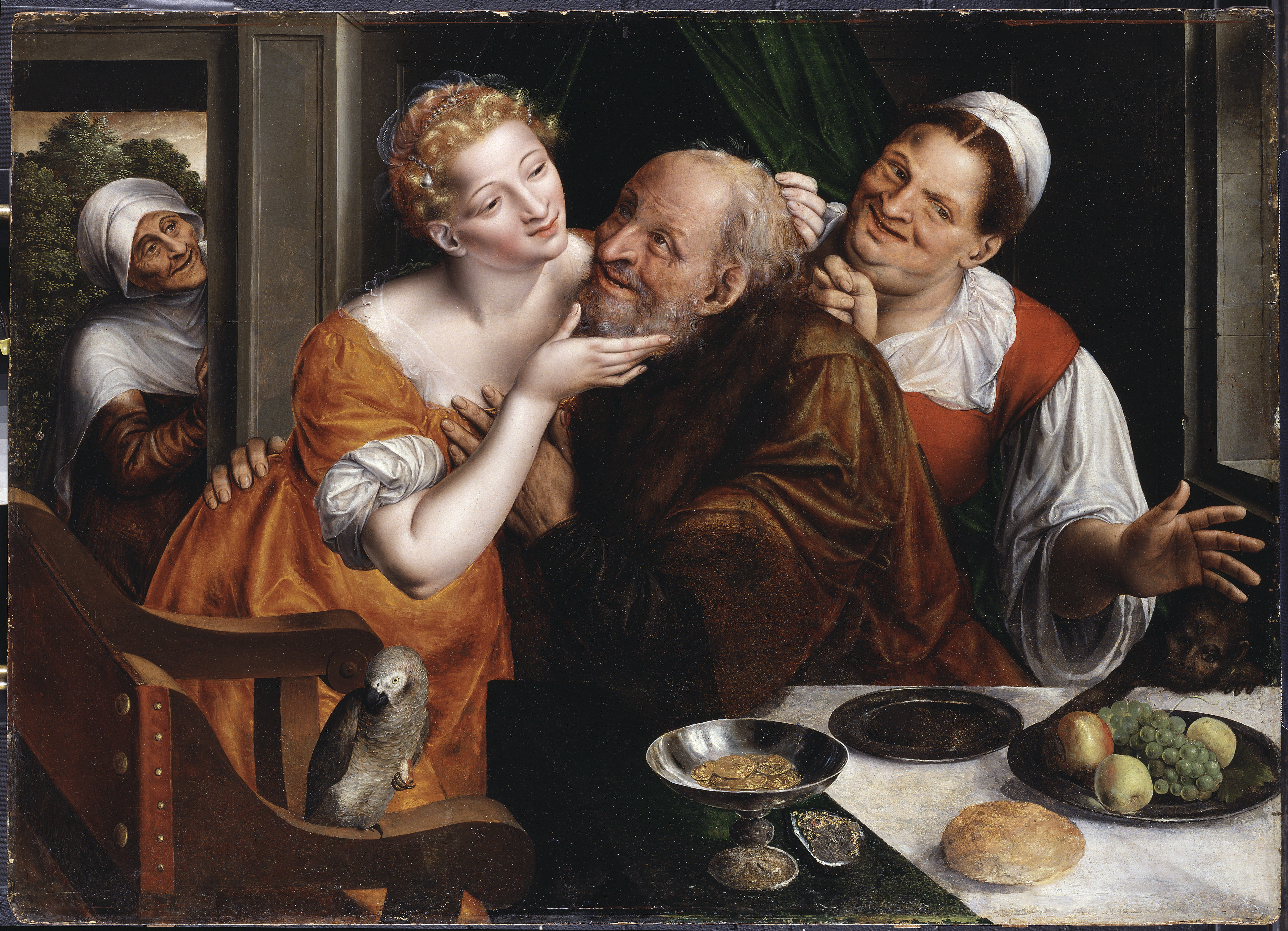
Нерівна пара. 1566. Дерево, олія. Національний музей образотворчих мистецтв, Стокгольм
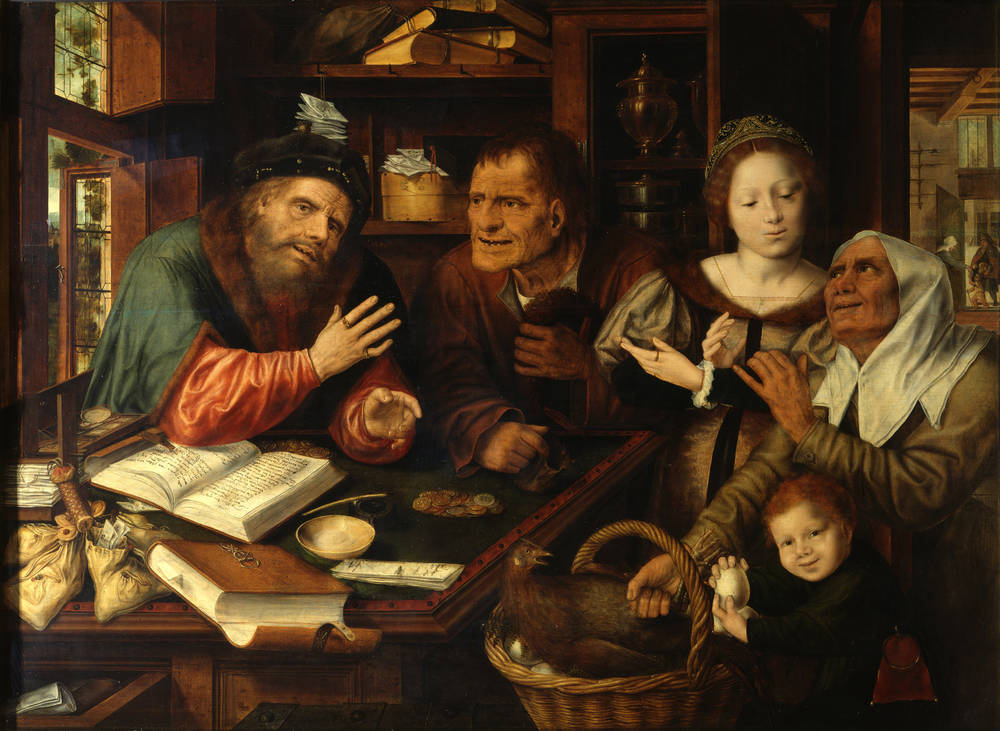
У збирача податків. 1539. Дерево, олія. Галерея старих майстрів, Дрезден
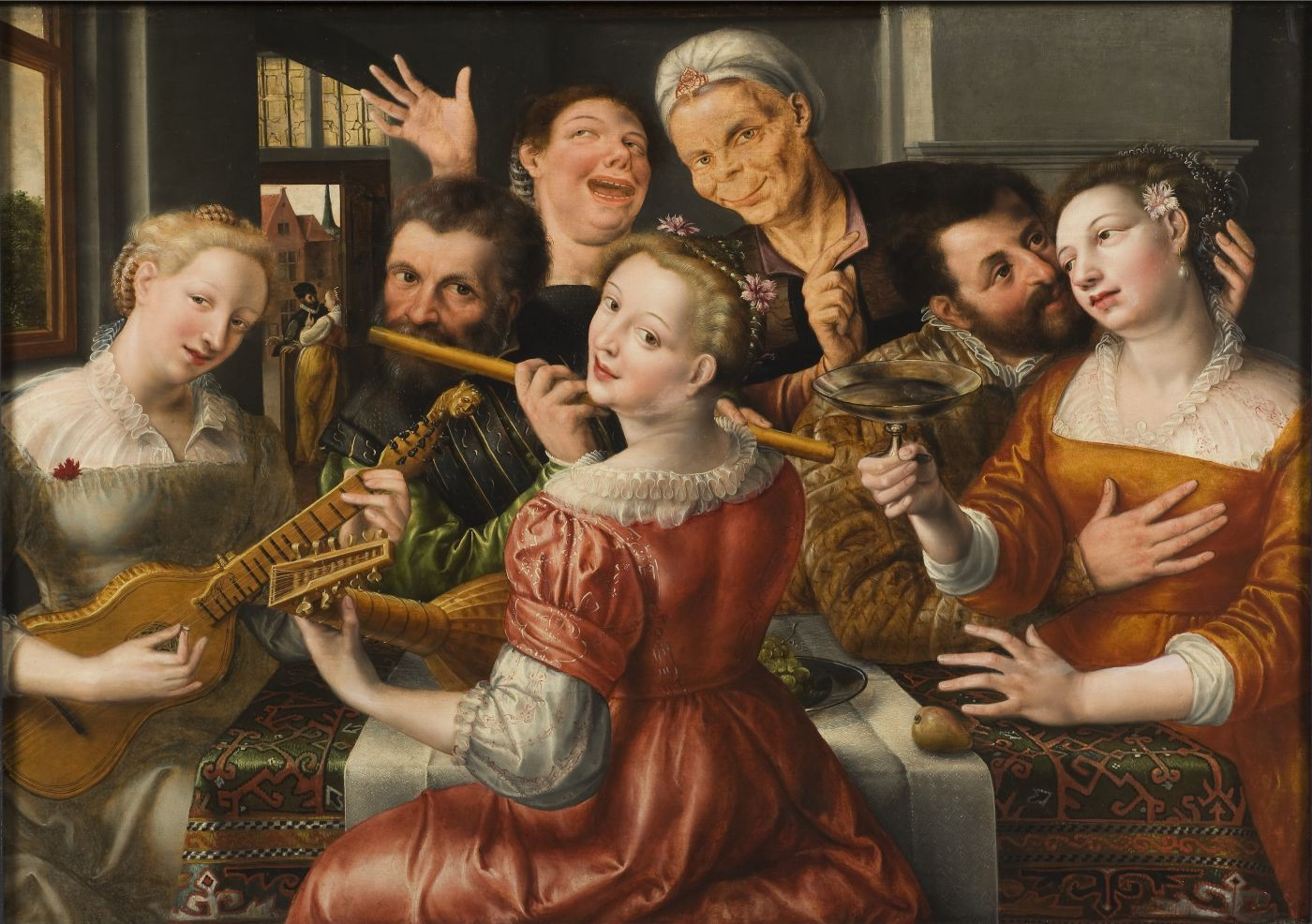
Весела компанія. 1540-ті. Дерево, олія. Національний музей образотворчих мистецтв, Стокгольм
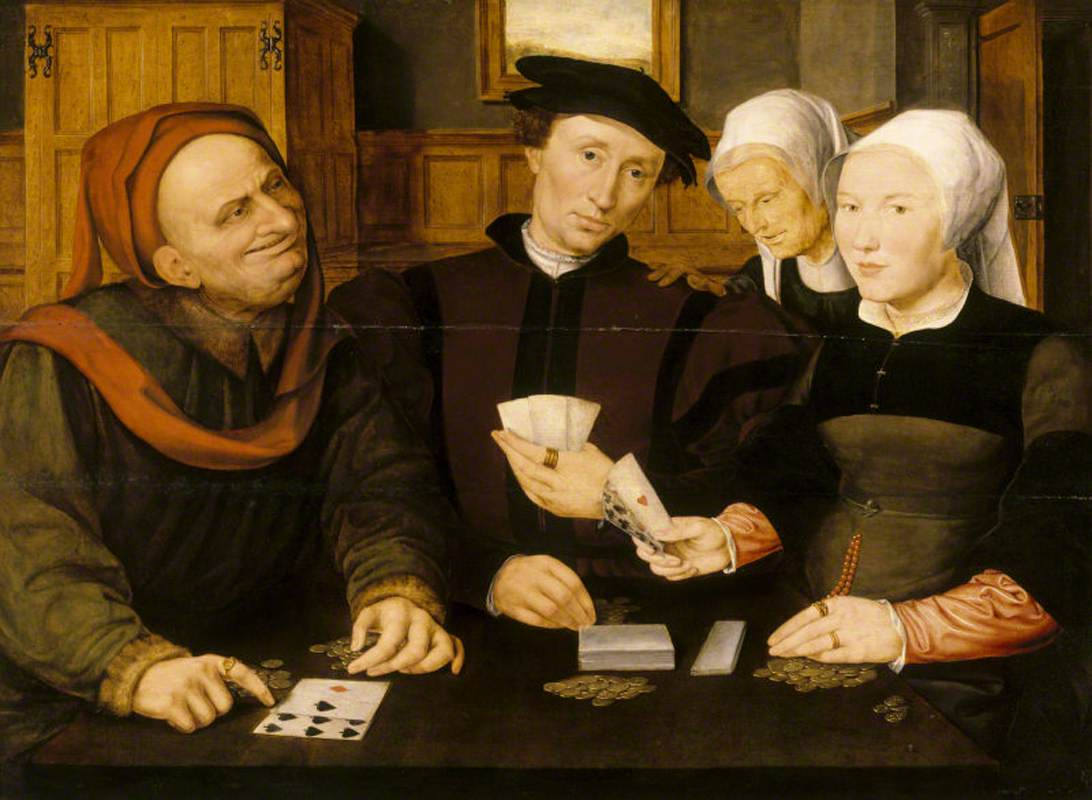
Гравці у карти. Між 1540 та 1575. Дерево, олія. Національний фонд, Великобританія
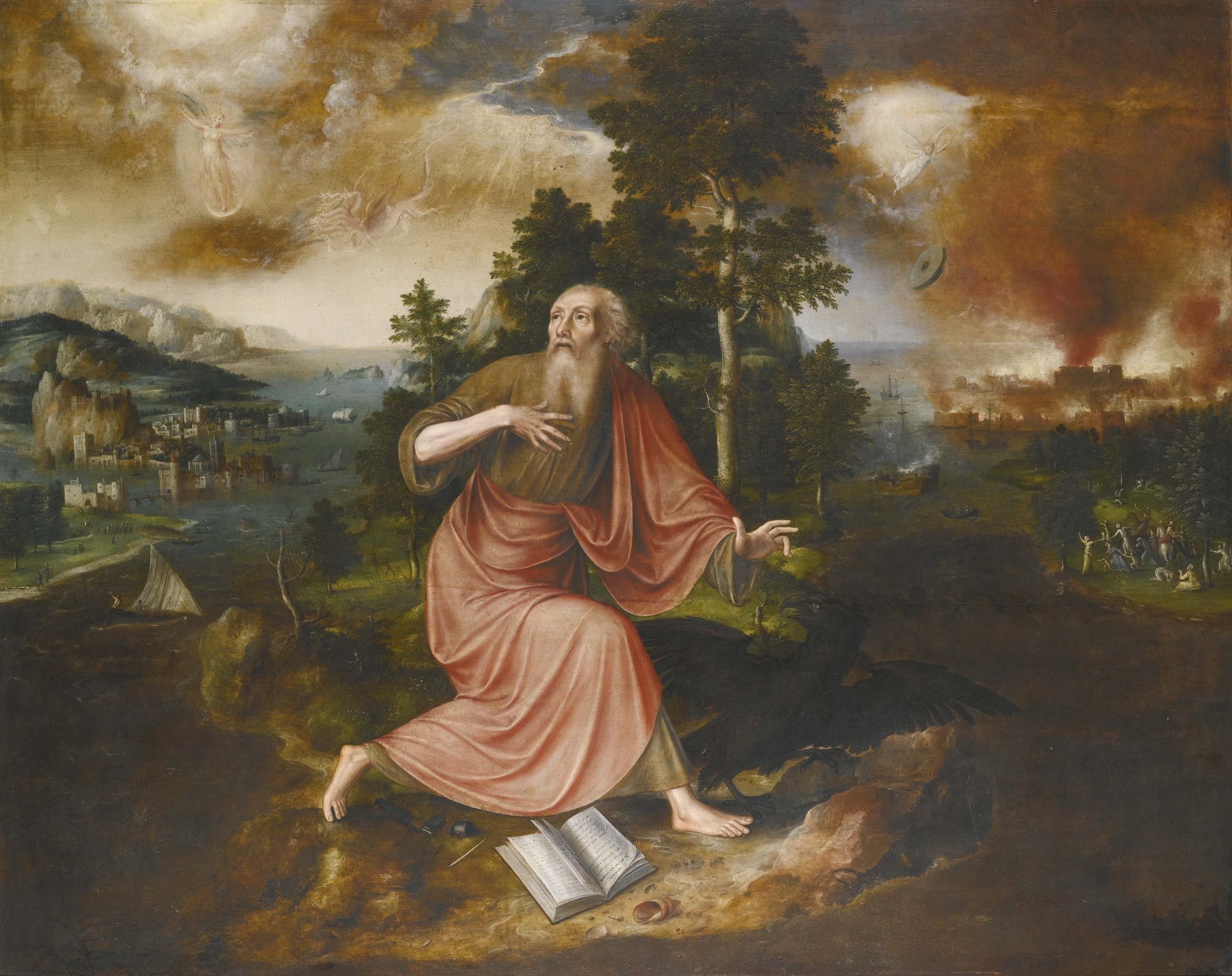
Апокаліпсис Івана Євангеліста. 1563. Дерево, олія. Приватна колекція
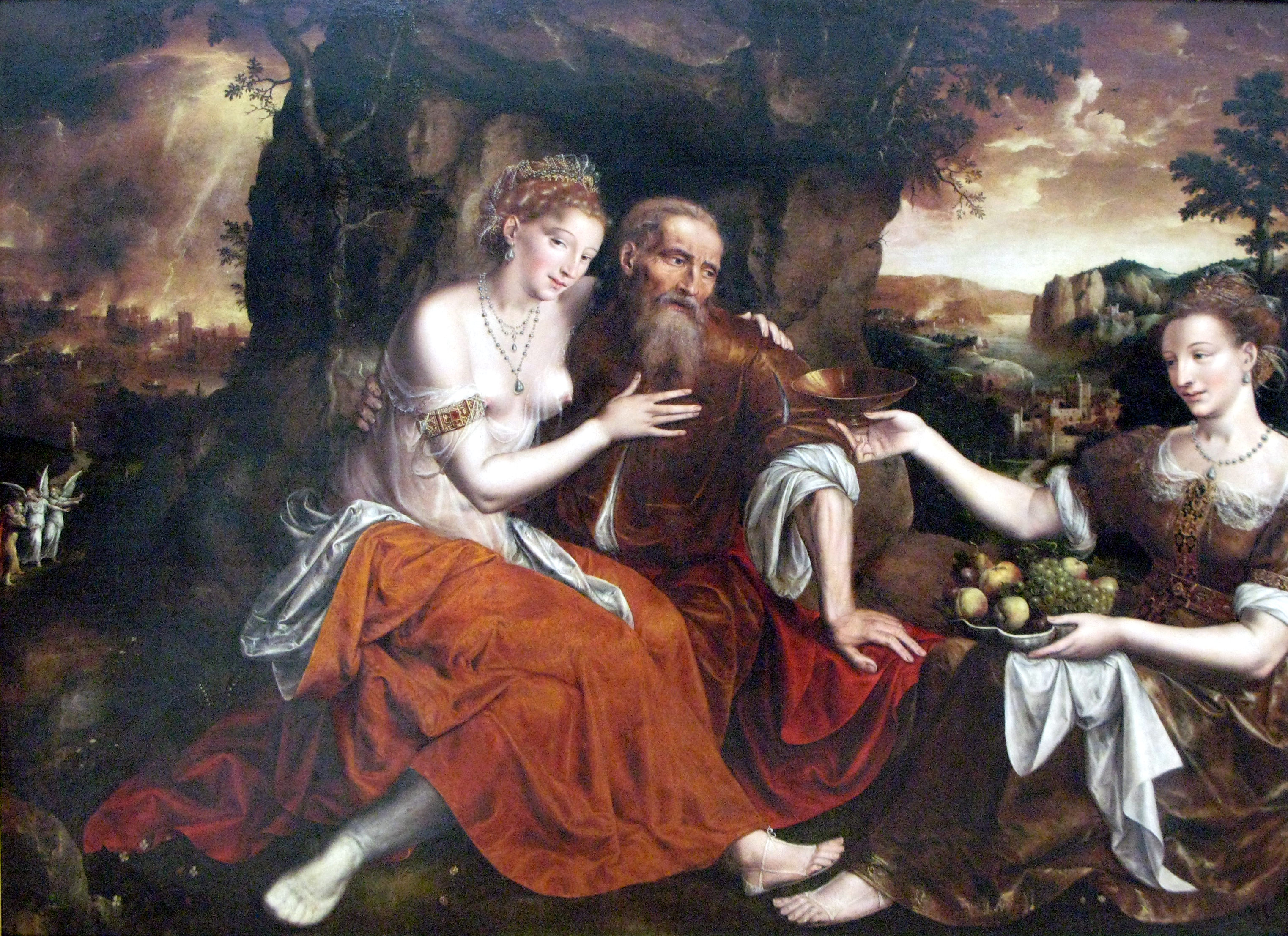
Лот із дочками. 1565. Дерево, олія. Королівський музей образотворчих мистецтв, Брюссель
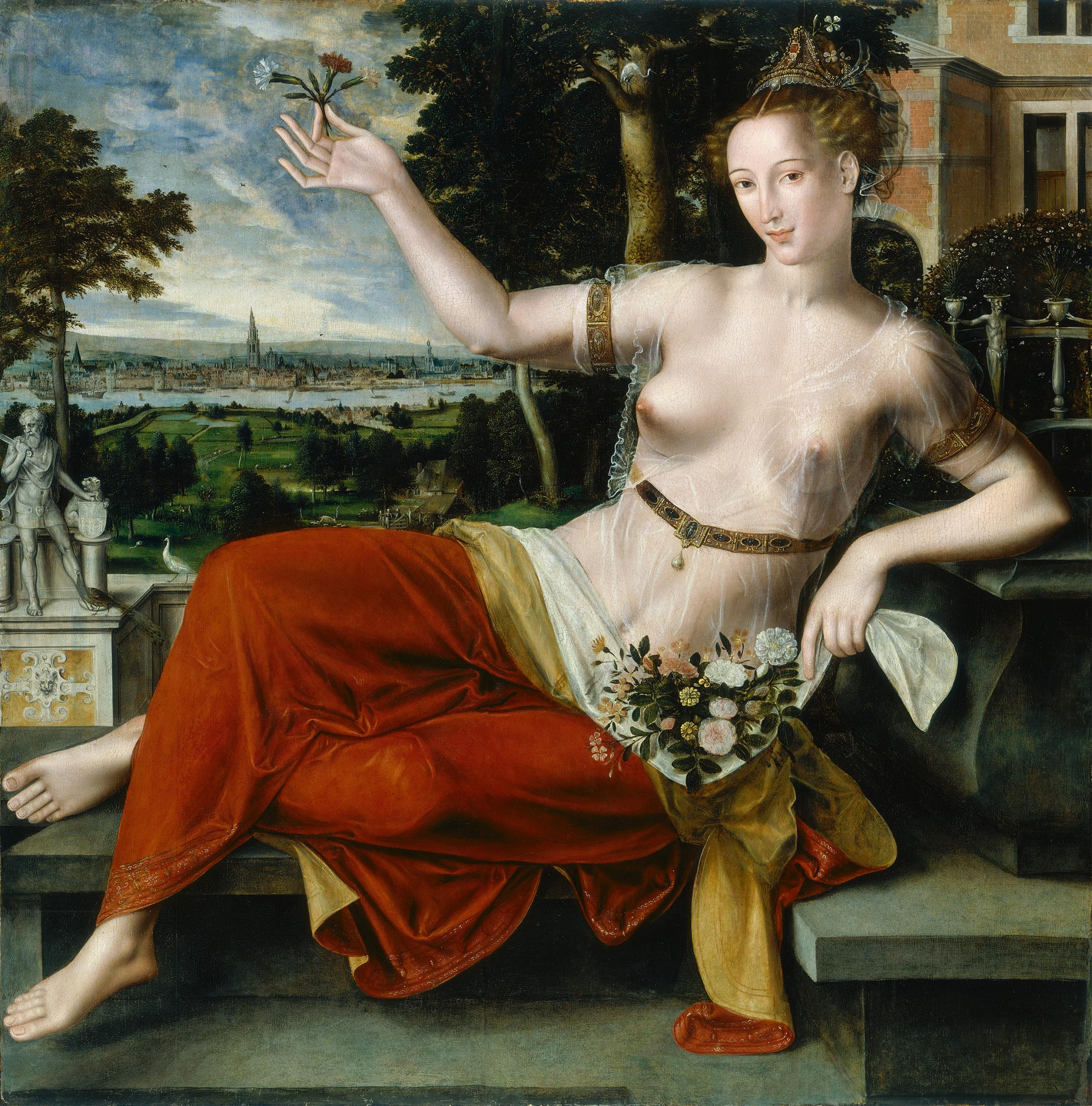
Флора. 1559. Дерево, олія. Картинна галерея, Гамбург
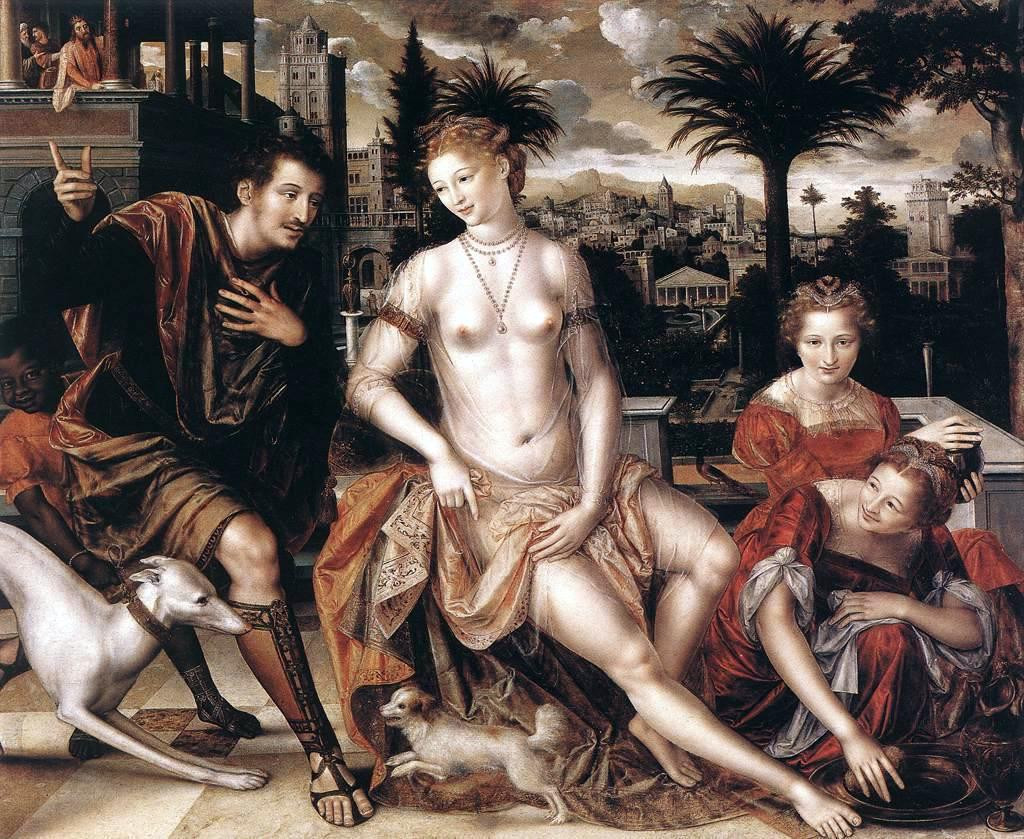
Давид і Вірсавія. 1562. Дерево, олія. Лувр, Париж